# Délkelet-romániai fejlesztési régió

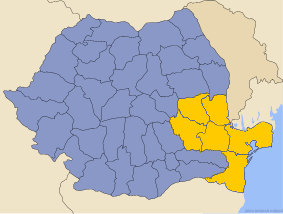
A Délkelet-romániai fejlesztési régió elhelyezkedése

A Délkelet-romániai fejlesztési régióhoz tartozó megyék: Brăila, Buzău, Constanța, Galați, Tulcea és Vrancea. A régió központja Brăila. Területe 35762 négyzetkilométer, lakosainak száma 2 848 219 fő, népsűrűsége 79,64 fő/km². Nemzetiségi összetétel: román (95,2%), roma (1,7%), török (1,0%), lipován (0,9%), más (1,2%).
1998-ban hozták létre, feladata a fejlesztési projektek összehangolása, és az európai uniós támogatások felhasználásának szabályozása.

## Települések
Húszezer főnél nagyobb lakossággal rendelkező települések: Konstanca, Galați, Brăila, Bodzavásár, Foksány, Tulcsa, Medgidia, Tekucs, Mangalia, Râmnicu Sărat, Năvodari, Egyedhalma, Cernavodă.

## Külső hivatkozások
- Hivatalos honlapja